# أندريه سيلفا
أندريه ميغيل فالينتي دا سيلفا (بالبرتغالية: André Miguel Valente da Silva؛ مواليد 6 نوفمبر 1995) هو لاعب كرة قدم برتغالي يلعب في مركز المهاجم مع نادي ريال سوسيداد في الدوري الإسباني على سبيل الإعارة من نادي آر بي لايبزيغ الألماني ويلعب مع منتخب البرتغال.
بدأ أندريه سيلفا مسيرته الرياضية عام 2013 مع نادي بورتو ب وخاض مهم 3 مواسم قبل أن يتم تصعيده للفريق الأول في بداية موسم 2015–16، حيث لعب معهم لمدة موسمين، شارك خلالها في 55 مباراة وسجل 24 هدفاً. وفي صيف 2017، انضم إلى نادي إيه سي ميلان الإيطالي بصفقة قدرت ب 38 مليون يورو. ذهب لتمثيل إشبيلية وآينتراخت فرانكفورت على سبيل الإعارة، ووقع عقدًا دائمًا مع الأخير في عام 2020.
شارك مع منتخبات البرتغال في جميع المراحل السنية، وكان جزءًا من الفريق الذي احتل المركز الثاني في بطولة أمم أوروبا تحت 19 سنة 2014. ثم في 2016 بدأ بالمشاركة مع منتخب البرتغال الأول، وشارك في كأس القارات 2017 حيث احتل فريقه المركز الثالث، كما تم اختياره للمشاركة في كأس العالم 2018 وبطولة أمم أوروبا 2020.

## مسيرته الكروية

### بورتو
بدأ أندريه سيلفا مسيرته الرياضية عام 2013 مع نادي بورتو ب وخاض مهم 3 مواسم قبل أن يتم تصعيده للفريق الأول في بداية موسم 2015–16، حيث لعب معهم لمدة موسمين، شارك خلالها في 55 مباراة وسجل 24 هدفاً.

### ميلان
في 12 يونيو 2017، انضم إلى نادي إيه سي ميلان الإيطالي بصفقة قدرت ب 38 مليون يورو.

#### إشبيلية (إعارة)
في 11 أغسطس 2018، انضم سيلفا إلى نادي إشبيلية الإسباني على سبيل الإعارة لمدة موسم واحد مع خيار أحقية الشراء مقابل 35 مليون يورو. ولقد مات

### آينتراخت فرانكفورت
في عام 2019 تمت إعارة إعارة سيلفا إلى فرانكفورت الألماني مع أحقية الشراء مقابل ذهاب ريبيتش إلى الميلان بنفس صيغة انتقال سيلفا و انفجر البرتغالي في فرانكفورت ليتم التعاقد معه بشكل رسمي. و في ثاني مواسمه نجح أندريه سيلفا في قيادة فريقه للتأهل للدوري الأوروبي بتسجيله 28 هدفًا في البوندسليغا ليكون ثاني هدافي الدوري بعد روبيرت ليفاندوفسكي و متفوقا على إيرلينغ هالاند لاعب بروسيا دورتموند. في 19 أغسطس، 3638/barca-comeback-seals-supercopa | تاريخ أرشيف = 14 أغسطس 2018 }}</ref> في 19 أغسطس، سجل هاتريك في أول مباراة له في الدوري الإسباني، والتي أنتهت بالفوز 4–1 ضد رايو فاليكانو. في 26 سبتمبر سجل هدفين في مباراة هزيمة ريال مدريد 3–0 على ملعب رامون سانشيز بيزخوان.

### آر بي لايبزيغ
انضم سيلفا إلى آر بي لايبزيغ في 2 يوليو 2021، بموجب عقد مدته خمس سنوات. في 20 أغسطس، سجل هدفه الأول في الفوز 4–0 على شتوتغارت.

## مسيرته الدولية
شارك أيضاً مع البرتغال لجميع المراحل السنية وتم استدعاؤه لأول مرة للمنتخب الأول من قبل المدير الفني فرناندو سانتوس في 26 أغسطس 2016، لعب في الشوط الثاني من مباراة الفوز 5–0 في ودية على جبل طارق في 1 سبتمبر. سجل أول أهدافه الدولية في 7 أكتوبر 2016 ضد أندورا في تصفيات كأس العالم 2018. بعد ثلاثة أيام وفي نفس المنافسة، سجل هاتريك في الشوط الأول من مباراة الفوز 6–0 في أمام جزر فارو.
تم اختيار سيلفا للتشكيلة المشاركة في كأس القارات 2017، وشارك لأول مرة في البطولة عندما حل مكان ريكاردو كواريسما في الدقائق الثماني الأخيرة من مرحلة المجموعات 2–2 أمام المكسيك. سجل هدفه الأول في البطولة في 24 يونيو، حيث لعب 90 دقيقة كاملة في مباراة هزيمة نيوزيلندا 4–0. في مباراة تحديد المركز الثالث، التي فاز فيها فريقه في النهاية على المكسيك 2–1 بعد الوقت الإضافي، أضاع ركلة جزاء في وقت مبكر حيث تصدى لها الحارس غييرمو أوتشوا.
في مايو 2018، تم اختيار سيلفا في التشكيلة النهائية للبرتغال المشاركة في كأس العالم 2018 في روسيا. في أواخر ذلك الشهر، سجل الهدف رقم 1000 في تاريخ منتخبه الوطني خلال الشوط الأول من المباراة الودية ضد تونس في براغا. شارك لأول مرة في البطولة في 15 يونيو، حيث دخل كبديل عن غونسالو غيديس في الدقيقة 80 من مباراة التعادل 3–3 في مرحلة المجموعات ضد إسبانيا.

## الإحصائيات

### النادي
آخر تحديث 20 أغسطس 2021.
| النادي                     | الموسم   | الدوري                          | الدوري | الدوري  | الكأس  | الكأس   | كأس الدوري | كأس الدوري | أوروبا | أوروبا  | أخرى   | أخرى    | المجموع | المجموع |
| النادي                     | الموسم   | الدرجة                          | الظهور | الأهداف | الظهور | الأهداف | الظهور     | الأهداف    | الظهور | الأهداف | الظهور | الأهداف | الظهور  | الأهداف |
| -------------------------- | -------- | ------------------------------- | ------ | ------- | ------ | ------- | ---------- | ---------- | ------ | ------- | ------ | ------- | ------- | ------- |
| بورتو ب                    | 2013–14  | الدوري البرتغالي الدرجة الثانية | 21     | 3       | —      | —       | —          | —          | —      | —       | —      | —       | 21      | 3       |
| بورتو ب                    | 2014–15  | الدوري البرتغالي الدرجة الثانية | 34     | 7       | —      | —       | —          | —          | —      | —       | —      | —       | 34      | 7       |
| بورتو ب                    | 2015–16  | الدوري البرتغالي الدرجة الثانية | 29     | 14      | —      | —       | —          | —          | —      | —       | —      | —       | 29      | 14      |
| بورتو ب                    | المجموع  | المجموع                         | 84     | 24      | —      | —       | —          | —          | —      | —       | —      | —       | 84      | 24      |
| بورتو                      | 2015–16  | الدوري البرتغالي الممتاز        | 9      | 1       | 2      | 2       | 3          | 0          | 0      | 0       | —      | —       | 14      | 3       |
| بورتو                      | 2016–17  | الدوري البرتغالي الممتاز        | 32     | 16      | 2      | 0       | 0          | 0          | 10     | 5       | —      | —       | 44      | 21      |
| بورتو                      | المجموع  | المجموع                         | 41     | 17      | 4      | 2       | 3          | 0          | 10     | 5       | —      | —       | 58      | 24      |
| ميلان                      | 2017–18  | الدوري الإيطالي                 | 24     | 2       | 2      | 0       | —          | —          | 14     | 8       | —      | —       | 40      | 10      |
| ميلان                      | 2019–20  | الدوري الإيطالي                 | 1      | 0       | 0      | 0       | —          | —          | —      | —       | —      | —       | 1       | 0       |
| ميلان                      | المجموع  | المجموع                         | 25     | 2       | 2      | 0       | —          | —          | 14     | 8       | —      | —       | 41      | 10      |
| إشبيلية (إعارة)            | 2018–19  | الدوري الإسباني                 | 27     | 9       | 4      | 2       | —          | —          | 8      | 0       | 1      | 0       | 40      | 11      |
| آينتراخت فرانكفورت (إعارة) | 2019–20  | الدوري الألماني                 | 25     | 12      | 3      | 2       | —          | —          | 9      | 2       | —      | —       | 37      | 16      |
| آينتراخت فرانكفورت         | 2020–21  | الدوري الألماني                 | 32     | 28      | 2      | 1       | —          | —          | —      | —       | —      | —       | 34      | 29      |
| آينتراخت فرانكفورت         | المجموع  | المجموع                         | 57     | 40      | 5      | 3       | —          | —          | 9      | 2       | —      | —       | 71      | 45      |
| آر بي لايبزيغ              | 2021–22  | الدوري الألماني                 | 2      | 1       | 1      | 0       | —          | —          | 0      | 0       | —      | —       | 3       | 1       |
| الإجمالي                   | الإجمالي | الإجمالي                        | 236    | 93      | 16     | 7       | 3          | 0          | 41     | 15      | 1      | 0       | 297     | 115     |

### المنتخب
آخر تحديث 27 يونيو 2021.
| المنتخب الوطني | العام    | الظهور | الأهداف |
| -------------- | -------- | ------ | ------- |
| البرتغال       | 2016     | 5      | 4       |
| البرتغال       | 2017     | 13     | 7       |
| البرتغال       | 2018     | 13     | 4       |
| البرتغال       | 2019     | 3      | 0       |
| البرتغال       | 2020     | 3      | 1       |
| البرتغال       | 2021     | 5      | 0       |
| الإجمالي       | الإجمالي | 42     | 16      |

#### الأهداف الدولية
آخر تحديث 27 يونيو 2021.
قائمة النتائج والأهداف مع منتخب البرتغال الأول
| #  | التاريخ        | المكان                                          | الخصم     | الهدف | النتيجة | المسابقة                       |
| -- | -------------- | ----------------------------------------------- | --------- | ----- | ------- | ------------------------------ |
| 1  | 7 أكتوبر 2016  | الملعب البلدي، أفيرو البرتغال                   | أندورا    | 6–0   | 6–0     | تصفيات كأس العالم 2018         |
| 2  | 10 أكتوبر 2016 | تورسفولور، توشهافن، جزر فارو                    | جزر فارو  | 1–0   | 6–0     | تصفيات كأس العالم 2018         |
| 3  | 10 أكتوبر 2016 | تورسفولور، توشهافن، جزر فارو                    | جزر فارو  | 2–0   | 6–0     | تصفيات كأس العالم 2018         |
| 4  | 10 أكتوبر 2016 | تورسفولور، توشهافن، جزر فارو                    | جزر فارو  | 3–0   | 6–0     | تصفيات كأس العالم 2018         |
| 5  | 25 مارس 2017   | ملعب دا لوز، لشبونة، البرتغال                   | المجر     | 1–0   | 3–0     | تصفيات كأس العالم 2018         |
| 6  | 3 يونيو 2017   | ملعب أنتونيو كويمبرا دا موتا، إشتوريل، البرتغال | قبرص      | 4–0   | 4–0     | ودية                           |
| 7  | 9 يونيو 2017   | ملعب سكونتو، ريغا، لاتفيا                       | لاتفيا    | 3–0   | 3–0     | تصفيات كأس العالم 2018         |
| 8  | 24 يونيو 2017  | ملعب كريستوفسكي، سانت بطرسبرغ، روسيا            | نيوزيلندا | 3–0   | 4–0     | كأس القارات 2017               |
| 9  | 3 سبتمبر 2017  | غروباما أرينا، بودابست، المجر                   | المجر     | 1–0   | 1–0     | تصفيات كأس العالم 2018         |
| 10 | 7 أكتوبر 2017  | الملعب الوطني، أندورا لا فيلا، أندورا           | أندورا    | 2–0   | 2–0     | تصفيات كأس العالم 2018         |
| 11 | 10 أكتوبر 2017 | ملعب دا لوز، لشبونة، البرتغال                   | سويسرا    | 2–0   | 2–0     | تصفيات كأس العالم 2018         |
| 12 | 28 مايو 2018   | ملعب براغا البلدي، براغا، البرتغال              | تونس      | 1–0   | 2–2     | ودية                           |
| 13 | 10 سبتمبر 2018 | ملعب دا لوز، لشبونة، البرتغال                   | إيطاليا   | 1–0   | 1–0     | دوري الأمم الأوروبية 2018–19 أ |
| 14 | 11 أكتوبر 2018 | ملعب سيليزيا، خوجوف، بولندا                     | بولندا    | 1–1   | 3–2     | دوري الأمم الأوروبية 2018–19 أ |
| 15 | 20 نوفمبر 2018 | ملعب د. أفونسو هنريكيس، غيمارايش، البرتغال      | بولندا    | 1–0   | 1–1     | دوري الأمم الأوروبية 2018–19 أ |
| 16 | 5 سبتمبر 2020  | ملعب التنين، بورتو، البرتغال                    | كرواتيا   | 4–1   | 4–1     | دوري الأمم الأوروبية 2020–21 أ |

## الإنجازات

### النادي
بورتو ب
- الدوري البرتغالي الدرجة الثانية (1): 2015–16

### المنتخب
البرتغال
- كأس القارات: المركز الثالث 2017[26]

### الفردية
- لاعب الشهر في الدوري البرتغالي الدرجة الثانية (2): أغسطس/ سبتمبر 2015،[27] ديسمبر 2015[28]
- جائزة أفضل لاعب في الدوري البرتغالي الدرجة الثانية: 2015–16[29]
- جائزة أفضل لاعب صاعد في الدوري البرتغالي الدرجة الثانية: 2015–16[30]
- تشكيلة أفضل المواهب الصاعدة في دوري أبطال أوروبا (1): 2016[31][32]
- هدف الشهر في الدوري الألماني: يونيو 2020[33]
- لاعب الشهر في الدوري الألماني: يناير 2021[34]
- تشكيلة الموسم في الدوري الألماني: 2020–21[35]

## وصلات خارجية
- أندريه سيلفا على موقع الاتحاد الدولي (مؤرشف)  (الإنجليزية)
- أندريه سيلفا على موقع الاتحاد الأوربي (الإنجليزية)
- أندريه سيلفا على موقع قاعدة بيانات كرة القدم.إي يو (الإنجليزية)
- أندريه سيلفا على موقع بيانات كرة القدم. دي إي (الألمانية)
- أندريه سيلفا على موقع ليكيب (الفرنسية)
- أندريه سيلفا على موقع ناشيونال فوتبول تيمز (الإنجليزية)
- أندريه سيلفا على موقع Soccerway.com (الإنجليزية)
- أندريه سيلفا على موقع عالم كرة القدم.نت (الإنجليزية)
- أندريه سيلفا على موقع AS.com (الإسبانية)